# Сігрід Ельмблад
Сігрід Агнета Софія Ельмблад, уроджена Петтерссон (28 травня 1860 — 23 травня 1926) — шведська журналістка, перекладачка, поетеса і письменниця, яка переклала «Перстень Нібелунга» шведською мовою та створила перший шведський переклад пісні святої Люсі. Найперші вірші вона написала під псевдонімом Тойво. Дівчина народилася в Стокгольмі в сім'ї шведського батька та фінської матері. Вона була однією з перших членів товариства Nya Idun, ставши його головою між 1918 і 1921 роками. Після роботи журналістом у газеті Dagens Nyheter вона багато подорожувала зі своїм чоловіком, який був оперним співаком Йоханнесом Ельмбладом. Живучи в Байройті, вона зацікавилась музикою Ріхарда Вагнера.Це призвело до того, що вона почала перекладати його твори на шведську мову, зокрема " Парсіфаля " у 1917 році. Пізніше вона перекладала твори німецьких композиторів, як-от Роберта Шумана.Сігрід писала художню літературу для дорослих і дітей і біографії таких постатей, як Дженні Лінд у 1920 році. Померла жінка у Швеції.

## Біографія
Ельмблад народилася в Стокгольмі 28 травня 1860 року.Вона була дочкою архітектора Авраама Рафаеля Ульріка Петтерссона та Ельми Едвіни Розалі. Її мати, відома як Роза, фінка за походженням, була дочкою прем'єр-міністра Карла Едварда аф Херліна.Письменницький дебют дівчини на початку 1880-х років був як поетеса під псевдонімом Тойво, під яким вона писала вірші для багатьох літературних календарів.У 1885 році вона приєдналася до нещодавно створеного товариства Nya Idun, завдяки якому вона познайомилася з багатьма відомими творчими жінками того часу, включаючи Елен Фріс і Сігрід Фрідман. У 1885 році вона опублікувала свою першу збірку поезій Vind för Våg: Dikter och Skisser (Вітер і хвилі: вірші та замальовки). Через два роки вона почала працювати журналістом у газеті Dagens Nyheter, де залишалася до 1896 року .
У 1888 році вона вийшла заміж за оперного співака Йоханнеса Ельмблада Ельмблад,з яким багато подорожувала, живучи в Берліні, Бреслау, Празі та Байройті. В останньому місті процвітав її інтерес до музики Ріхарда Вагнера, що призвело до того, що вона створила шведський переклад Der Ring des Nibelungen ( Перстень Нібелунга ) у 1905 році. та Die Meistersinger von Nürnberg, а також тексти на музику Фелікса Мендельсона, Франца Шуберта та Роберта Шумана.  У цей час вона також відновила написання дитячих оповідань, перше з яких вона створила в 1886 році.
Повернувшись до Швеції, вона знову приєдналася до Нья Ідун і стала його головою 1918 і 1921 роками. Протягом цього часу вона створила  різноманітні біографії, зокрема біографію Дженні Лінд у 1920 році.Сігрід також створила перший шведський текст для пісні Святої Люсі на День Святої Люсі в 1924 році.  Ельмблад Сігрід померла у Стокгольмі 23 травня 1926 року.

## Письмо

### Художня література для дорослих
- Mot sin lycka: berättelse [Against his Happiness: A Story]. Iduns romanbibliotek ; 15. Stockholm: Idun. 1897.[5]
- Fru grefvinnan: berättelse [The Countess: A Story]. Iduns romanbibliotek ; 29. Stockholm: Idun. 1902.[6]

### Біографія
- Hans Sachs. Stockholm: Ord och Bild. 1914.[6]
- Emil Sjögren in memoriam. Stockholm: C.A.V. Lundholm. 1918.[7]
- Jenny Lind: en livsstudie [Jenny Lind: A Life]. Svenska kvinnor, 99-1307890-3 ; 1. Uppsala: Lindblad. 1920.[8]

### Дитяча фантастика
- Ljusa skyar: sagor och berättelser [Bright Clouds: Fairy Tales and Stories]. Stockholm: Sv. Familj-journ. 1886. illustrated by Jenny Nyström.[5]
- Sommarby och vinterskär [Summer Village and Winter Island]. Stockholm: Skoglund. 1907. illustrated by Lotten Rönquist.[6]
- Vi små i en vrå: samlade sagor i urval [From Deep in a Corner: A Selection of Collected Fairy Tales]. Stockholm: Svithiod. 1910.[6]
- Rosengull. 1912 : saga [Rose Gold: A 1912 Saga]. Stockholm: Folkskolans barntidning. 1912. illustrated by Aina Stenberg-Masolle.[9]
- Ormkungen och andra sagor [The Serpent King and Other Fairy Tales]. Barnbiblioteket Saga, 99-0448970-X ; 83. Stockholm: Svensk läraretidning. 1921.[10]
- En fågel sjöng: samlade sagor i original och bearbetning [A Bird Sang: A Collection of Original and Adapted Fairy Tales]. Uppsala. 1922.[10]
- Jag-ska-bara-landet [I Just Have the Country]. Göteborg: Melin. 1925. - Illustrated by Saga Walli.[11]

### Поезія
- Vind för våg: dikter och skisser [Wind and Wave: Poems and Sketches]. Stockholm: Svenska familj-journalen. 1885.[5]
- Dröm och längtan: dikter [Dream and Longing: Poems]. Uppsala: Almqvist & Wiksell. 1928.[12]